# JL Ranch
JL Ranch es una película dramática del oeste, dirigida por Charles Robert Carner y escrita por Harley Peyton. Está protagonizada por Jon Voight, Teri Polo, James Caan, Melanie Griffith, Steven Bauer, Grant Bowler, y Trevor Donovan. Fue retransmitido en el canal Hallmark Movies & Mysteries el 21 de agosto de 2016.

## Argumento
El veterano granjero veterano y anterior sheriff John Landsburg tiene que enfrentarse a la burocracia federal cuando un viejo enemigo, Tap Peterson, alega que John en verdad no posee el rancho familiar tejano. 

## Reparto
- Jon Voight como John Landsburg.[2]
- Teri Polo como Rebecca Landsburg.[2]
- James Caan como Tap Peterson.
- Melanie Griffith como Laura Lee Schafer.
- Steven Bauer[2] como Hector Arrieta
- Abby Brammell como Regan Landsburg.
- Grant Bowler como Sheriff Henry Whitlock.
- Trevor Donovan como Brady Landsburg.[3]
- Nathan Keyes como Terrence.
- Lee Purcell[3] como Mable Ritter
- Skyler Shaye como Lynn Landsburg.
- Kevin Lingle como Agente a Cargo.[3]
- Shane Woodson como Ethan Petersen.[3]
- Cory Scott Allen como McCarthy.[3]
- Clarke Vesty es el doble de Jon Voight y aparece como peón.

## Producción
La fotografía principal en la película  comenzó a mediados de enero de 2016 en Kentucky, con Charles Robert Carner dirigiendo y Steven Paul, de Crystal Sky Pictures, produciendo un guion de Harley Peyton.